# Young Royals
Young Royals, ou Jeunesse royale au Québec, est une série télévisée dramatique et initiatique suédoise en 18 épisodes d'environ 47 minutes développée par Lisa Ambjörn et mise en ligne entre le 1er juillet 2021 et le 18 mars 2024 sur Netflix.

## Synopsis
À la suite d'une altercation filmée lors d'une soirée en boîte de nuit, le prince Wilhelm, fils cadet de la reine de Suède, est envoyé par sa famille au sein du prestigieux institut Hillerska, un internat de luxe où les enfants des familles les plus riches du pays étudient. Sur place, il est accueilli par son cousin August, un élève de troisième année obsédé par les apparences. Il va alors se rapprocher de Simon, un étudiant boursier d'Hillerska avec qui il entame une relation, et s'interroger sur le genre de vie qu'il souhaite réellement mener, entre liberté et devoir.

## Distribution

### Acteurs principaux
- Edvin Ryding (VF : Julien Bouanich) : le prince héritier Wilhelm
- Omar Rudberg (VF : Thomas Sagols) : Simon Eriksson, petit-ami de Wilhelm
- Malte Gårdinger (sv) (VF : Martin Faliu) : August, cousin de Wilhelm et d'Erik
- Frida Argento (sv) (VF : Nastassja Girard) : Sara Eriksson, sœur de Simon
- Nikita Uggla (sv) (VF : Aurélie Konaté) : Felice, amie de Wilhelm et d'August
- Pernilla August (VF : Maïté Monceau) : Kristina, Reine de Suède
- Nathalie Varli (VF : Fanny Bloc) : Madison McCoy, meilleure amie de Felice
- Carmen Gloria Pérez (VF : Géraldine Asselin) : Linda Erikson, mère de Simon et de Sara
- Ivar Forsling (VF : Yoann Sover) : le prince héritier Erik, frère ainé de Wilhelm (saison 1)

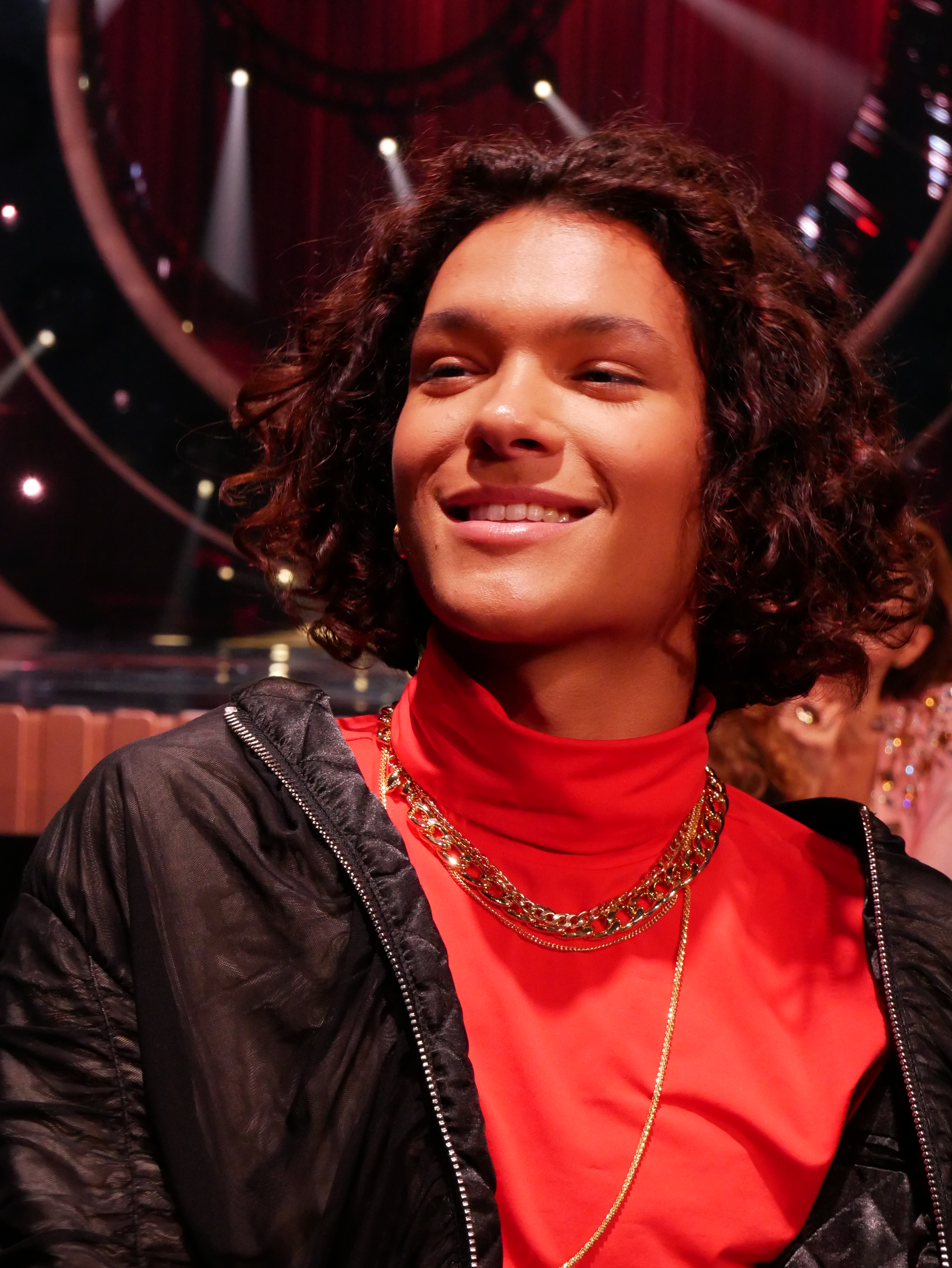
Omar Rudberg, interprète de Simon.
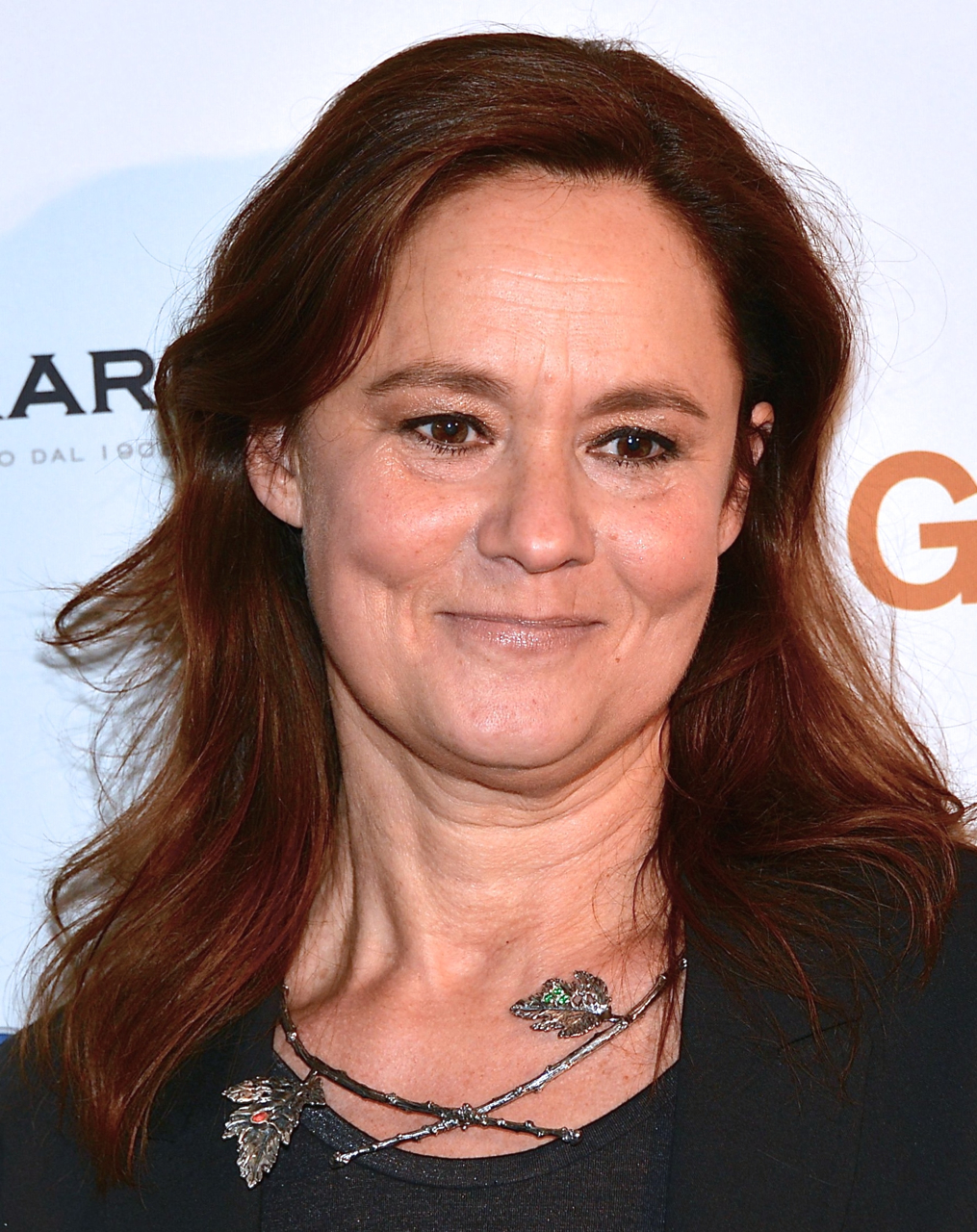
Pernilla August, interprète de la reine Kristina.

### Personnages secondaires
- Ingela Olsson (sv) (VF : Nathalie Bleynie) : Anette Lilja, directrice du pensionnat
- Inti Zamora Sobrado (VF : Jonathan Gimbord) : Ayub, ami de Simon à Bjärstad
- Beri Gerwise : Rosh, amie de Simon à Bjärstad
- Livia Millhagen (sv) (VF : Ariane Deviègue) : Smysan, mère de Felice
- Xiao-Long Rathje Zhao : Alexander
- Nils Wetterholm (VF : Benjamin Bollen) : Vincent, ami d'Auguste
- Mimmi Cyon (sv) (VF : Catherine Desplaces) : Fredrika, amie de Felice
- Felicia Truedsson (sv) (VF : Caroline Burgues) : Stella, amie de Felice
- Magnus Roosmann (sv) (VF : Jérôme Rebbot) : Duc Ludvig, père de Wilhelm (saison 1, invité saison 2)
- Tommy Wättring (sv) (VF : Guillaume Bourbourlon) : Marcus (saison 2)
- Magnus Ehrner (sv) (VF : Didier Cherbuy) : Jan Olof Munck (saison 2)

 Source et légende : version française (VF) sur RS Doublage

## Production

### Genèse et développement
Le 8 juillet 2020, il est annoncé que la série sera diffusée sur Netflix. Elle ne possède pas encore de titre, et est présentée comme un récit initiatique dans un milieu d'étudiants privilégiés tournant autour des questions d'amour, d'héritage et d'amitié. On apprend également que Rojda Sekersöz est réalisateur de plusieurs épisodes, et que la société suédoise Nexico AB en est productrice, dirigée par Lisa Berggren Eyre, Martin Söder et Lars Beckung.
Lisa Ambjörn est annoncée en tant que scénariste principale de l'histoire, assistée de Pia Gradvall, Sofie Forsman et Tove Forsman.
Le 22 septembre 2021, Netflix publie une courte vidéo sur les réseaux sociaux dans laquelle les acteurs de la série Edvin Ryding, Omar Rudberg, Malte Gårdinger (en), Frida Argento et Nikita Uggla annoncent une deuxième saison pour 2022.
Le 14 décembre 2022, Netflix annonce sur Twitter que la série est renouvelée pour une troisième et dernière saison.

### Attribution des rôles
Le 18 novembre 2020, on annonce que les acteurs Edvin Ryding, Omar Rudberg, Malte Gårdinger (en), Frida Argento, Nikita Uggla, Pernilla August, Nathalie Varli, Felicia Truedsson, Mimmi Cyon, Ingela Olsson, Rennie Mirro, Livia Millhagen et David Lenneman rejoignent la distribution de la série.
Il s'agit de la première apparition d'Omar Rudberg, chanteur du boy's band FO&O, en tant qu'acteur et de la première collaboration de l'actrice Pernilla August, célèbre en Suède et connue dans le monde entier pour son rôle de Shmi Skywalker dans la saga Star Wars, avec Netflix.

### Tournage

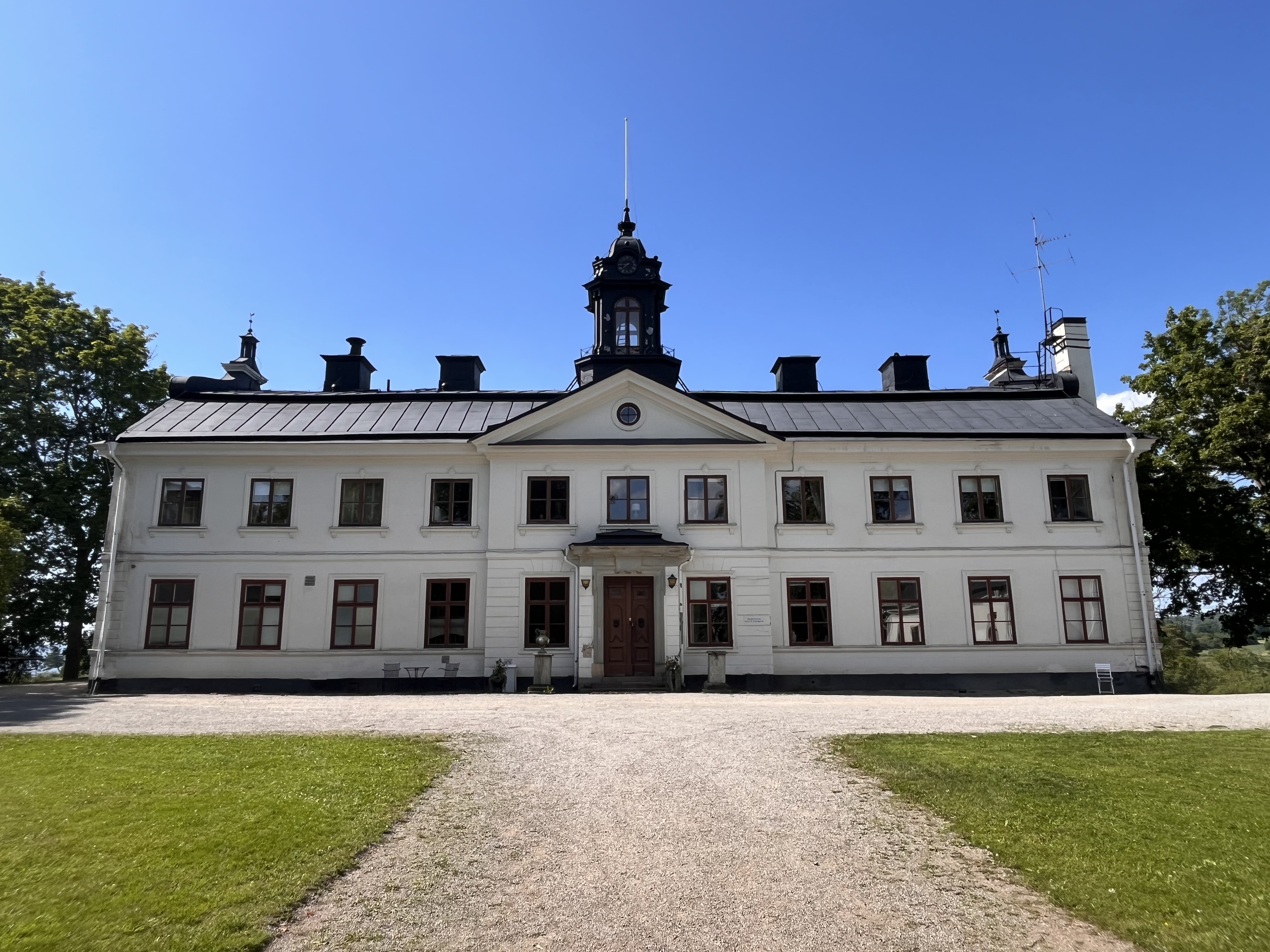
Le manoir de Kaggeholm, à Ekerö, est servi de décor à l'internat Hillerska.

Le tournage a lieu au manoir de Kaggeholm, situé dans la ville de Ekerö, dans la banlieue de Stockholm, pour en faire l'internat Hillerska, ainsi qu'au château Stora Sundby (en), situé à Eskilstuna pour les scènes du palais royal suédois. Il a également lieu à Stenhamra pour servir de décors à la maison de Simon et Sara, étudiants non résidents d'Hillerska, et à Träkvistavallen pour le terrain de football où se déroule le match auquel assiste Wilhelm et Simon.
Le tournage de la saison deux débute en février 2022, les acteurs principaux de la série l'annoncent dans une courte vidéo publiée sur les réseaux sociaux le 24 février 2022. La fin du tournage de la saison 2 se termine le 11 mai 2022.
Le tournage de la troisième saison débute le 28 mars 2023 et une courte vidéo des acteurs principaux montre que la production s'est terminé le 28 juin 2023.

### Musique
La première saison de Young Royals incorpore une bande-son relativement moderne, avec des musiques à tempo élevé, contrastant avec les environnements luxueux des palais dans lesquels évolue Wilhelm. La série utilise principalement un style de musique electro scandinave et de hip-hop.
Durant la série, plusieurs musiques de la chanteuse norvégienne Astrid S, ou du groupe néerlandais Fata Boom sont entendues. Une reprise du titre It Takes a Fool to Remain Sane du groupe suédois The Ark est également utilisée, chantée par Simon (Omar Rudberg), l'un des protagonistes de l'histoire.

### Fiche technique
Sauf indication contraire, les informations mentionnées dans cette section peuvent être confirmées par la base de données cinématographiques IMDb,  présente dans la section « Liens externes ».
- Titre original et français : Young Royals
- Titre québécois : Jeunesse royale
- Création : Lisa Ambjörn
- Réalisation : Erika Calmeyer et Rodja Sekersöz
- Scénario : Lisa Ambjörn
- Musique : Matti Bye
- Montage : Sofia Lindgren
- Production : Lars Beckung, Lisa Berggren Eyre et Martin Söder
- Sociétés de production : Nexico AB
- Société de distribution : Netflix
- Pays d'origine :  Suède
- Langue originale : suédois
- Format : couleur
- Genre : drame, romance, récit initiatique
- Nombre de saisons : 3
- Nombre d'épisodes : 18
- Durée : 42–57 minutes
- Date de première diffusion :
  - Monde : 1er juillet 2021 (Netflix)

## Épisodes

### Première saison (2021)
La première saison débute le 1er juillet 2021.
| N° | Titre     | Réalisation    | Scénario                                    | Première diffusion             |
| --- | --------- | -------------- | ------------------------------------------- | ------------------------------ |
| 1 | Épisode 1 | Rojda Sekersöz | Lisa Ambjörn                                | : 1er juillet 2021 sur Netflix |
| À la suite d'une altercation filmée ayant déclenché un scandale, le Prince Wilhelm, second fils de la reine de Suède Kristina, est envoyé dans un pensionnat d'élite, le pensionnat Hillerska. Il y est accueilli par August, son cousin au deuxième degré qui ne fait pas partie de la famille royale, qui se charge de veiller sur lui. Wilhelm rencontre également plusieurs autres étudiants, comme Felice, la fille d'un riche industriel local, mais également Simon et Sara, une fratrie d'étudiants boursiers habitant dans la ville où est situé le pensionnat. Wilhelm est d'abord réticent à s'intégrer parmi les autres élèves, mais se rapproche finalement de Simon. Ce dernier est commissionné par August de trouver de l'alcool pour la soirée d'intégration du Prince, qu'il obtient grâce à son père, avec qui il est en froid. Lors de la soirée d'intégration, Wilhelm s'enfuit avec Simon. |           |                |                                             |                                |
| 2 | Épisode 2 | Rojda Sekersöz | Lisa Ambjörn, Sofie Forsman et Tove Forsman | : 1er juillet 2021 sur Netflix |
| Felice et Sara deviennent amies, cette dernière aidant la première avec son cheval. Simon paye des cours privés supplémentaires pour faire augmenter ses notes, espérant qu'August lui remboursera bientôt l'argent des bouteilles d'alcool. Les essais de l'équipe d'aviron débutent, et August essaye de se faire diagnostiquer comme souffrant de TDAH afin d'obtenir des médicaments. Wilhelm sèche les entrainements d'aviron afin de rejoindre Simon, et ils regardent un match de foot ensemble. Simon parvient à fournir des médicaments à August, qui en retour, lui permet d'intégrer l'équipe d'aviron. Plus tard, lors d'une soirée film d'horreur ayant lieu à l'internat, Simon et Wilhelm se rapprochent de plus en plus, et finissent par s'embrasser à l'abri des regards. |           |                |                                             |                                |
| 3 | Épisode 3 | Erika Calmeyer | Lisa Ambjörn et Pia Gradvall                | : 1er juillet 2021 sur Netflix |
| Alors que Simon joue du piano dans la salle de musique, Wilhelm le rejoint et lui montre comment lire la musique. Simon, toujours comblé à l'idée que Wilhelm partage ses sentiments, se fait interrompre par ce dernier, lui affirmant qu'il n'est pas gay. Une journée parents-élèves s'organise à Hillerska, où les enfants pourront rentrer pour le week-end après un cocktail. Wilhelm, qui ne veut plus ignorer ses sentiments pour Simon, ne désire pas rentrer après cette journée, et souhaite en profiter pour rester seul avec lui le week-end dans un Hillerska vide. Durant cette journée, August apprend de sa mère qu'il est ruiné, Sara gaffe en indiquant aux parents de Felice que cette dernière n'est ni intéressée, ni douée en équitation. Felice, humiliée et désespérée, quitte le repas. Wilhelm tente de la réconforter, et elle essaye alors de l'embrasser. Le prince lui fait comprendre qu'il n'est pas intéressé, ce qui augmente la détresse de Felice. Simon menace August, qui ne l'a toujours pas remboursé. Felice, pour se réconforter, se décide à sortir avec August. Alors que la journée, touche à sa fin, Wilhelm reçoit un appel téléphonique de sa mère, qui lui indique que son frère et Prince héritier Erik vient de mourir dans un accident de voiture. Wilhelm, bouleversé par cette annonce, comprend que ce sera lui, désormais, le prochain prince héritier de Suède. |           |                |                                             |                                |
| 4 | Épisode 4 | Rojda Sekersöz | Lisa Ambjörn et Pia Gradvall                | : 1er juillet 2021 sur Netflix |
| À la suite de l'enterrement de son frère, Wilhelm retourne dans sa famille, où sa mère lui rappelle les devoirs princiers qu'il va devoir désormais endosser. Wilhelm retourne étudier à Hillerska sous une protection accrue, et annonce à Simon qu'ils ne peuvent plus se voir. Pour lui remonter le moral, August et d'autres fils de bonnes familles l'intronise au sein d'une société secrète d'étudiants, qui a pour objectif de créer un réseau de faveurs dans le futur. Un de ses étudiants apporte de la drogue à la soirée, et Wilhelm fait un bad trip. Il fuit les lieux de la soirée, et appelle Simon alors qu'il est encore sous influence, lui confessant son amour et son envie d'être avec lui. Ce dernier le ramène à sa chambre, et les deux adolescents passent la nuit ensemble. Le lendemain matin, alors que Wilhelm et Simon entament une relation sexuelle, ils sont filmés par August, qui les espionnait depuis la fenêtre. |           |                |                                             |                                |
| 5 | Épisode 5 | Erika Calmeyer | Lisa Ambjörn, Sofie Forsman et Tove Forsman | : 1er juillet 2021 sur Netflix |
| Aleksander, l'étudiant ayant ramené des drogues à la soirée de la veille, s'est fait prendre par l'administration. Les membres de la société débattent sur la manière de régler le problème, afin de ne pas être impliqués. En parallèle, Simon et Wilhelm vivent leur amour de manière cachée. Sara et Felice, restées amies, passent du temps ensemble. Finalement, Wilhelm, pour protéger Simon, décide d'accuser Aleksander. August s'oppose à cette idée, et Wilhelm annonce alors devant le reste des membres que celui ci est en faillite. Pour se venger de cette humiliation, il rend alors publique la vidéo de Wilhelm et de Simon, sans savoir que Wilhelm a œuvré pour lui trouver de l'argent, afin qu'il puisse finir sa scolarité. |           |                |                                             |                                |
| 6 | Épisode 6 | Erika Calmeyer | Lisa Ambjörn                                | : 1er juillet 2021 sur Netflix |
| Un scandale international éclate, à la suite de la diffusion de la vidéo mettant en scène Wilhelm et Simon. Wilhelm est forcé par sa mère de nier sa présence dans la vidéo, et de nier son orientation sexuelle. Simon, ne souhaitant pas être un éternel secret, décide à contrecœur de mettre des distances avec Wilhelm, qui reste indécis entre obéir à ses devoirs de prince héritier, et vivre son amour pleinement comme il le voudrait. Felice découvre que c'est August qui est à l'origine de la fuite de la vidéo, et en informe Wilhelm. La reine Kristina était également au courant, mais n'a volontairement pas mis son fils au courant afin d’étouffer le scandale et de protéger la monarchie. À la fin de l'année scolaire, Wilhelm et Simon s'enlacent et Wilhem répète à Simon son amour en le lui avouant verbalement. Simon reste impassible, refusant à nouveau que leur amour soit tu. |           |                |                                             |                                |

### Deuxième saison (2022)
Elle a été mise en ligne le 1er novembre 2022.

### Troisième saison (2024)
Composée de six épisodes, les cinq premiers ont été mis en ligne le 11 mars 2024, et le dernier le 18 mars 2024.

## Accueil
La série reçoit un accueil positif des critiques, louant notamment la décision de donner une vision plus réaliste des physiques adolescents de ses acteurs, loin des « corps parfaits et des peaux parfaites des jeunes adultes censés jouer des adolescents ». L'aspect chaleureux et sincère de la romance mise en avant est majoritairement apprécié par les critiques. Flora Carr, de Radio Times, met également en avant l'aspect addictif de la série.
Parmi les critiques plus récurrentes, Flora Carr dénonce un « grand nombre de clichés, la série cochant presque toutes les cases des romances adolescentes ».

## Thèmes

### Authenticité
Young Royals est une émission suédoise qui démontre une authenticité par rapport à l’intrigue, à l’identité sexuelle des personnages et à la diversité. Premièrement, puisque le personnage principal, Wilhelm devient soudainement le prince héritier après la mort de son frère, l’histoire raconte un contexte unique dû à l’aspect royal de l’émission. Deuxièmement, à part d’une courte remise en question de la part de Wilhelm, la série ne se base pas sur la découverte de la sexualité de ce dernier. Young Royals se démarque de plusieurs autres émissions puisqu’il n’utilise pas la sexualité des personnages comme intrigue principale. En outre, le prince ne cherche pas non plus à étiqueter sa sexualité. Ceci permet à Wilhem de rester authentique à lui-même puisque, pour certain, l’étiquetage peut contenir la personne à une idée spécifique qui influence la manière dont les autres perçoivent cette personne. Troisièmement, Edvin Ryding, l’acteur qui joue le rôle du prince, déclare dans une entrevue que la série problématise les normes. « Most movies are still about white upper middle class and are set in a certain type of situation and a certain type of drama. We see thousands of these all the time. Creating representation is just about saying : lets look at the whole world » répond la rédactrice en chef, Lisa Ambjörn. Elle réussit à démontrer ceci en représentant différentes classes sociales et des personnages de différentes races. En plus, l’émission représente des personnages neuroatypiques et des personnages atteints de trouble de santé mentale. Prenons par exemple Sarah, la sœur de Simon, qui est atteinte d’asperger et du TDAH. Elle ajoute une normalité à l’émission puisque : « Notably, both popular and professional representations often associate autism with whiteness, high socioeconomic status, and masculinity ». En étant élevés uniquement par une mère latine et immigrante de classe ouvrière, Simon ainsi que Sarah ajoutent de la diversité comparée aux étudiants de leurs écoles qui sont, pour la plupart, bourgeois et économiquement avantagés. Selon la rédactrice, Young Royals sort de la norme ainsi que les stéréotypes des médias 2SLGBTQ + en s’assurant d’être authentique.

### Amour interdit
Au début de l’émission, la relation de Wilhem et Simon doit être cachée du public puisque le prince héritier joue un rôle essentiel dans la monarchie. À la suite d’une publication d’une vidéo sexuelle à leur égard, le couple doit faire face à plusieurs jugements venant de l’internet ainsi que leurs entourages. Cependant, comme le mentionne la directrice de l’émission, Rodja Sekersöz, " Their identity isn’t the problem for a single one of the caracters, [...] It’s the titles. ". Malgré ceci, le refus de la diversité de la part de la monarchie démontre de l’homophobie. La royauté démontre leur manque d’ouverture d’esprit lorsque la mère de Wilhem lui demande de mentir en annonçant publiquement que ce n’était pas lui dans la vidéo. Puis, lorsque le prince lui demande s’il peut avoir une relation amoureuse avec Simon de façon privée, sa mère refuse en lui expliquant les responsabilités qui lui sont attendues. " Wille’s inherited crown demands him to conform strictly to the demands of a heteropatriarchal familial structure. While mourning his brother, Wille must face the impossibility of his queer, anti-monarchical, anti-patriarchal desire ". En résumé, comme prince héritier, Wilhelm ne peut pas se permettre d’être avec une personne du même sexe puisqu’une relation 2SLGBTQ + n’est pas conforme aux normes que la monarchie tant si fort à représenter. Vers la fin, Wilhelm propose à Simon de continuer leur relation, mais de manière privée. Il refuse puisqu’il ne veut pas se cacher. Bref, dû à la monarchie, l’amour interdit est un des grands thèmes de Young Royals.